# Караисмаилоглу, Адиль
Адиль Караисмаилоглу (тур. Adil Karaismailoğlu; род. 19 мая 1969, Трабзон) — министр транспорта и инфраструктуры Турции (2020—2023).

## Биография
Родился 19 мая 1969 года в Трабзоне.
Окончил инженерный факультет Караденизского технического университета по специальности «инженер-механик». Получил степень магистра по программе «Городские системы и управление транспортом» Университета Бахчешехир.
С мая 1995 года работал в Управлении координации транспорта столичного муниципалитета Стамбула.
В 2014 году назначен главой транспортного департамента столичного муниципалитета Стамбула
Участвовал в подготовке и реализации Генерального плана транспорта Стамбула, Генерального плана стамбульских автостоянок, Генерального плана логистики Стамбула, Генерального плана безопасности дорожного движения Стамбула.
С его участием была реализована система совместного использования велосипедов в Стамбуле.
Участвовал в создании системы интеллектуального транспорта Стамбула.
Занимался вопросами улучшения экологии Стамбула.
С июля 2016 года являлся начальником отдела недвижимости Стамбула Управления массового жилищного строительства премьер-министра (TOKİ).
Заместитель министра транспорта и инфраструктуры Турции (20 сентября 2019 — 28 марта 2020).
Министр транспорта и инфраструктуры Турции (28 марта 2020 — 4 июня 2023).